# Caro m'è 'l sonno
Caro m'è 'l sonno è il nono e ultimo album in studio della musicista italiana Susanna Parigi, pubblicato il 4 novembre 2022.

## Descrizione
L'album è stato registrato da Taketo Gohara e e Niccolò Fornabaio presso la Casa degli Artisti e il Wunderkammer.
L'autrice con l'album si rivolge a persone disorientate, senza dimora, persone che non sentono più appartenenza, che si sentono fuori posto. Ma non si tratta di resa, anzi, di una esaltante ricerca per capire cosa ci sia in questo tempo che non funziona e come riuscire a costruire senso.

## Tracce
1. Ferma – 3:13 (testo: Susanna Parigi – musica: Susanna Parigi)
2. Io sono il meno – 2:28 (testo: Susanna Parigi – musica: Susanna Parigi)
3. Forse è possibile – 2:52 (testo: Susanna Parigi – musica: Susanna Parigi)
4. L'uomo che trema – 3:07 (testo: Susanna Parigi – musica: Susanna Parigi)
5. 5% di grazia – 3:41 (testo: Susanna Parigi – musica: Susanna Parigi)
6. Oh mi Dio le lezioni di canto – 2:14 (testo: Susanna Parigi – musica: Susanna Parigi)
7. Senza terra – 2:48 (testo: Susanna Parigi – musica: Susanna Parigi)
8. Tu fuori, io dentro – 3:52 (testo: Susanna Parigi – musica: Susanna Parigi)

Durata totale: 24:15

## Formazione
- Susanna Parigi: voce, pianoforte, pianoforte giocattolo, spinetta
- Alessandro "Asso" Stefana: chitarra, basso
- Matteo Giudici: EBow
- Niccolò Fornabaio: percussioni, batteria